# Tin Sonțea
Tin Sonțea (în ucraineană Тінь Сонця, în română Umbra Soarelui) este o formație ucraineană de folk metal din Kiev, deși muzica lor conține și elemente de symphonic metal. În principal, stilul formației era apropiat de rockul alternativ, dar în 2003 s-a definit ca „rock cazac”.